# Kohlebergwerk Sunjiawan
Das Bergwerk Sunjiawan ist ein chinesisches Steinkohlebergwerk in der Nähe der Stadt Fuxin. Es gehört der Fuxin-Kohle-Gruppe und fördert jährlich 1,5 Millionen Tonnen Kohle. Es beschäftigt rund 3.100 Menschen. 

## Geschichte
Eine Schlagwetterexplosion am 14. Februar 2005, etwa um 15.50 Uhr Ortszeit in einer Teufe von etwa 242 m tötete 210 Bergleute. 22 Menschen wurden verletzt. Berichten zufolge ereignete sich die Explosion etwa zehn Minuten nach einem Erdbeben.